# Philips

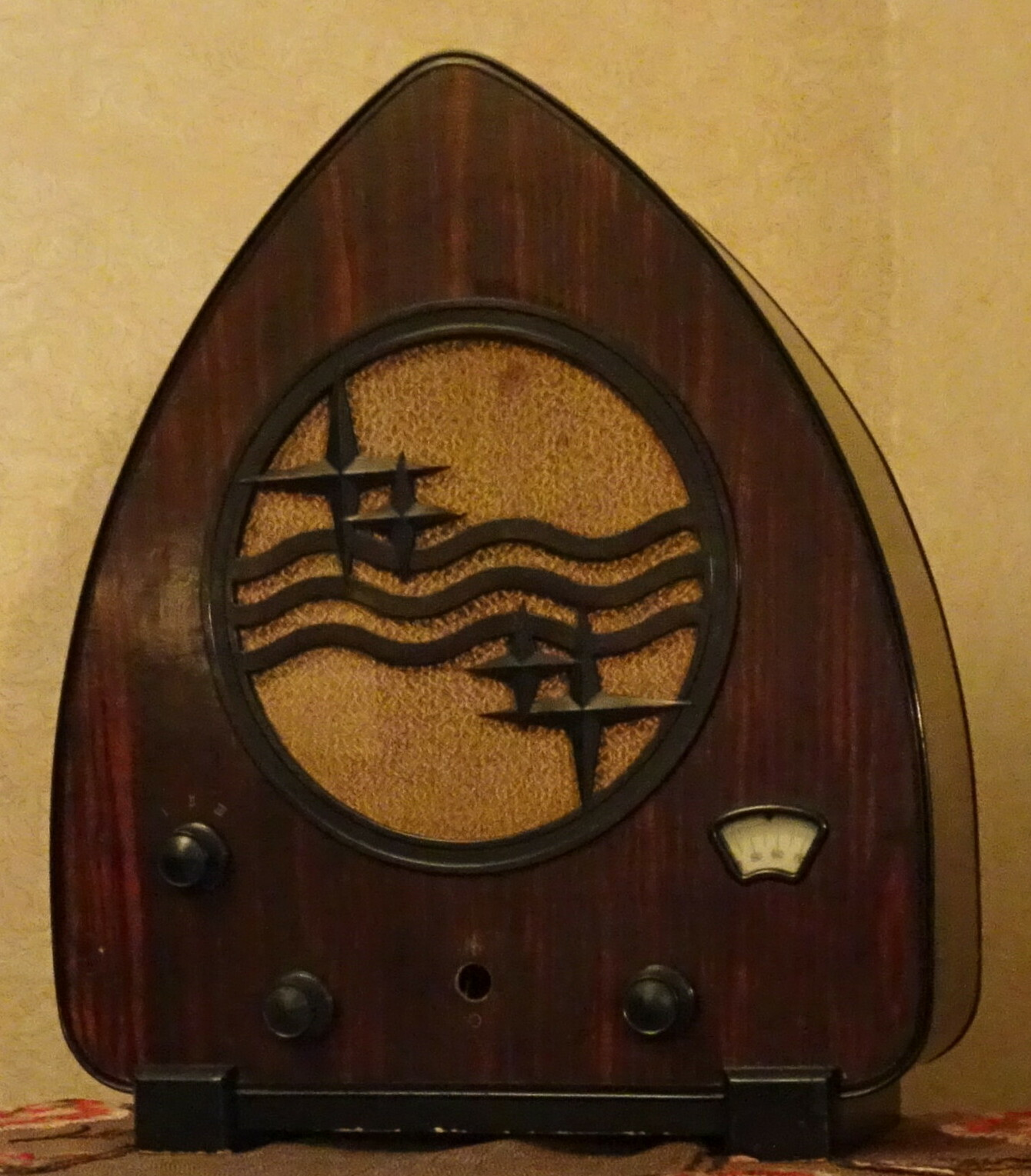
Philips-Radio, Typ 930A (1931)

Die Koninklijke Philips N.V. (niederländisch für Königliche Philips-Aktiengesellschaft, kurz Philips) ist ein Hersteller von Gesundheitstechnologie mit Sitz in Amsterdam.
Das Unternehmen änderte seinen Fokus von  Unterhaltungselektronik, Halbleiter- und Lichttechnik auf die Bereiche Personal Health mit Haushaltskleingeräten wie Rasierapparaten, Luftreinigern und elektrischen Zahnbürsten sowie auf Health Systems und den professionellen medizintechnischen Bereich (insbesondere der Radiologie). Auch die Sparte Haushaltsgeräte (Kaffeevollautomaten, Heißluftfritteusen, Dampfbügeleisen) wurde 2021 an die chinesischen Private-Equity-Gesellschaft Hillhouse Capital Group verkauft. Im Bereich der Unterhaltungselektronik (Audio, TV) besteht heute eine Lizenzvereinbarung zur Nutzung der Marke durch das chinesische Unternehmen TPV Technology.
Aus ehemaligen Geschäftsbereichen von Philips hervorgegangene, heute noch existierende Unternehmen sind u. a. ASML, NXP Semiconductors, TP Vision und Signify.

## Unternehmensgeschichte

### Gründung und Aufbau: 1891–1930

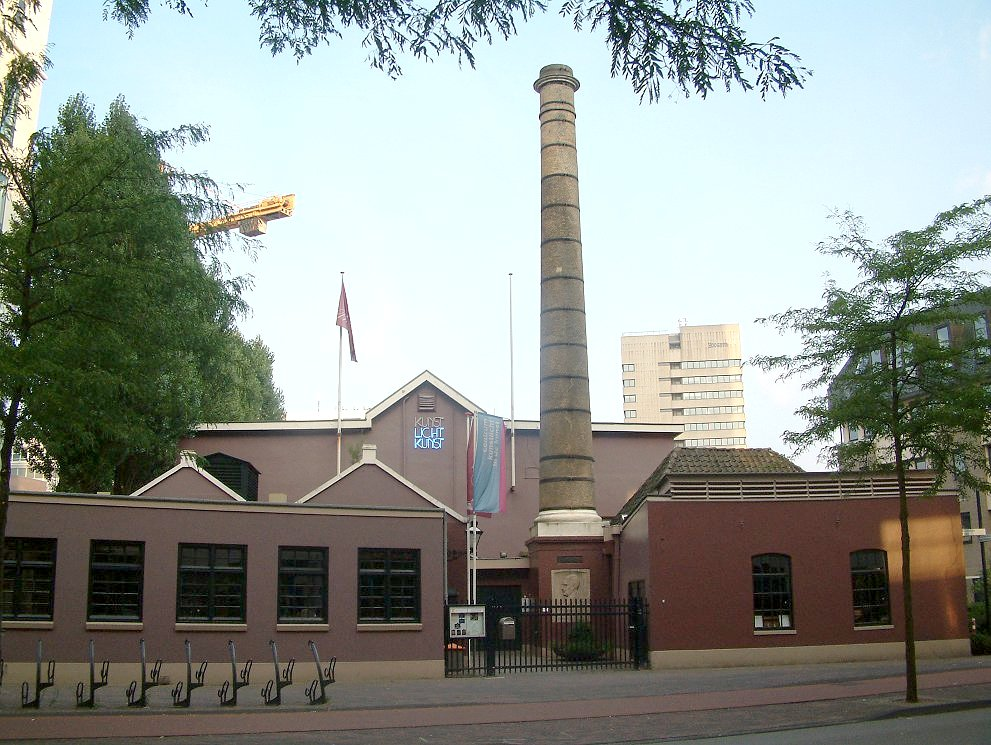
Erste Philips-Fabrik in Eindhoven

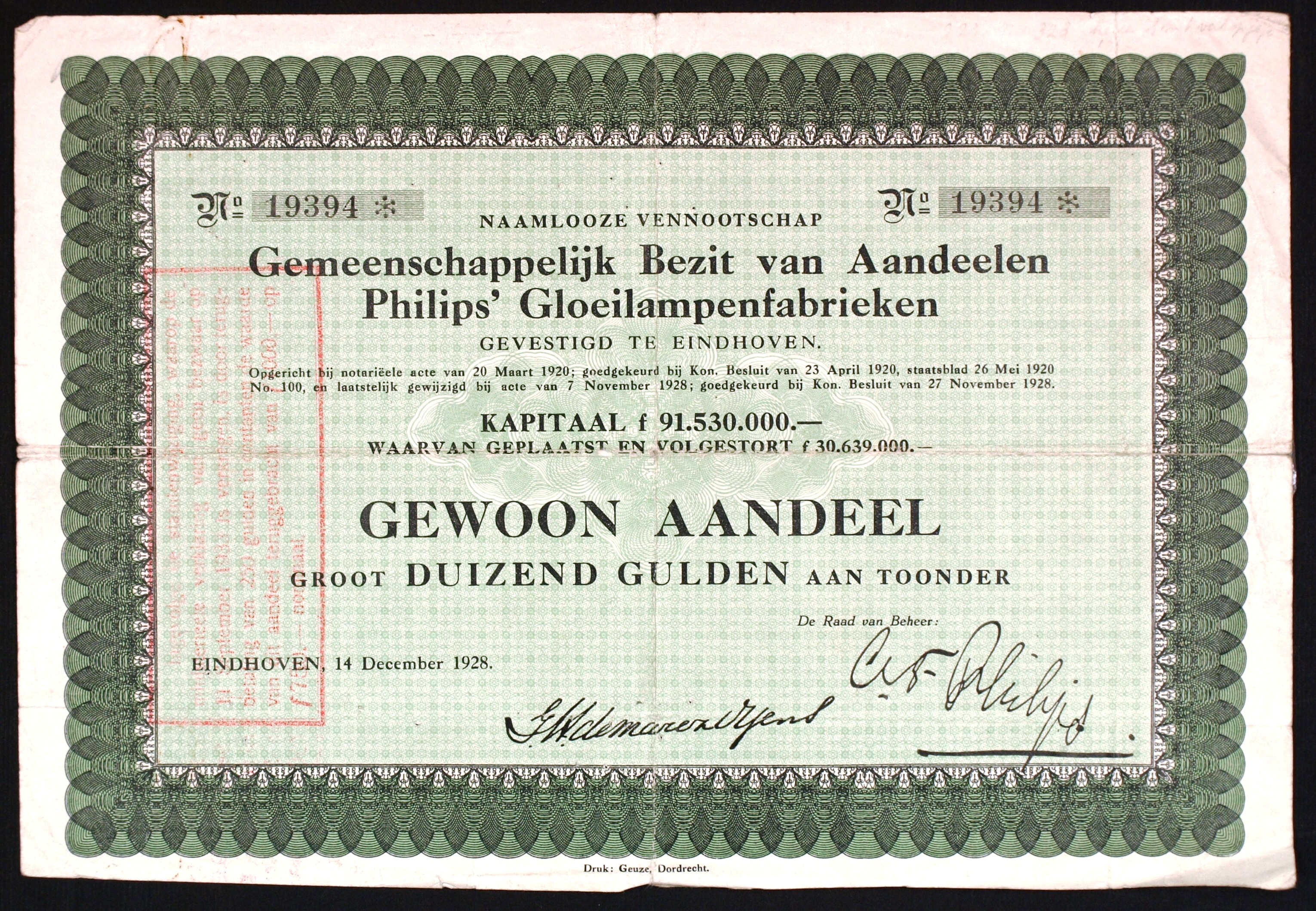
Aktie über 1000 Gulden der Philips’ Gloeilampenfabrieken vom 14. Dezember 1928

Am 15. Mai 1891 wurde das Unternehmen Philips & Co. im niederländischen Eindhoven von Frederik Philips zusammen mit seinem Sohn Gerard gegründet. Als erste Produkte des Unternehmens wurden im Jahr darauf mit zehn Arbeitern Glühlampen hergestellt. In den folgenden Jahren expandierte das Unternehmen und Gerards Bruder Anton Philips trat 1895 in das Unternehmen ein. Am 29. August 1912 wurde Philips & Co. in eine Aktiengesellschaft (niederländisch: Naamloze Vennootschap (N.V.)) überführt und in N.V. Philips’ Gloeilampenfabrieken umbenannt.
1914 wurde das Forschungslabor Philips Natuurkundig Laboratorium (NatLab) in Eindhoven gegründet. Dieses Labor wurde bis 2012 in eigener Regie betrieben.
1918 brachte Philips seine erste Radioröhre auf den Markt. Zu dem Zeitpunkt arbeiteten bereits 4000 Mitarbeiter für Philips, und es entstanden Vertriebsorganisationen in allen bedeutenden Absatzmärkten der Erde.
1920 wurde die N.V. Gemeenschappelijk Bezit van Aandeelen Philips Gloeilampenfabrieken (N.V. Bezit) als Holding der Philips-Gruppe errichtet. Erst 1991 wurde die Firmierung N.V. Bezit gelöscht und die Firmierung der Holding zu Philips Electronics N.V. geändert.
1926 wurde im Forschungslabor Natlab die Pentodenröhre für Radios erfunden und im selben Jahr die Deutsche Philips G.m.b.H. in Berlin gegründet. Bei dieser Gründung umfasste das deutsche Lieferprogramm vier Produktlinien: Lautsprecher, Gleichrichter, Netzanschlussgeräte und Ersatzröhren.
1927 erfolgte der Einstieg in die Medizintechnik. Nachdem bei Philips die ersten Forschungen auf dem Gebiet der Röntgenröhren im Jahr 1917 anliefen, begann bereits drei Jahre später, 1920, die Röntgenröhrenfertigung mit dem Resultat der ersten Philips Röntgenröhre im Jahr 1922. Am 17. April 1927 gingen die Firma C.H.F. Müller, deren Inhaber seit 1909 der Chemiker Max S. Liebermann, ein Neffe des Malers Max Liebermann war, sowie die Tochtergesellschaft Radio Röhrenfabrik GmbH („Valvo“) in den Besitz der Philips AG unter dem Namen „C.H.F. Müller Unternehmensbereich der Philips GmbH“ über. Die Verknüpfung der langjährigen Erfahrungen von C.H.F. Müller in der Fertigung von Röntgenröhren in Hamburg mit den Ergebnissen der Forschungen über Röntgenröhren in Eindhoven bildet für Philips weltweit eine wichtige Basis für die späteren Erfolge in der Medizintechnik. Der Hauptsitz von Philips Medical Systems ist seitdem Hamburg. Eine weitere Niederlassung befindet sich in Böblingen.

### Kriegs- und Nachkriegszeit: 1930–1960

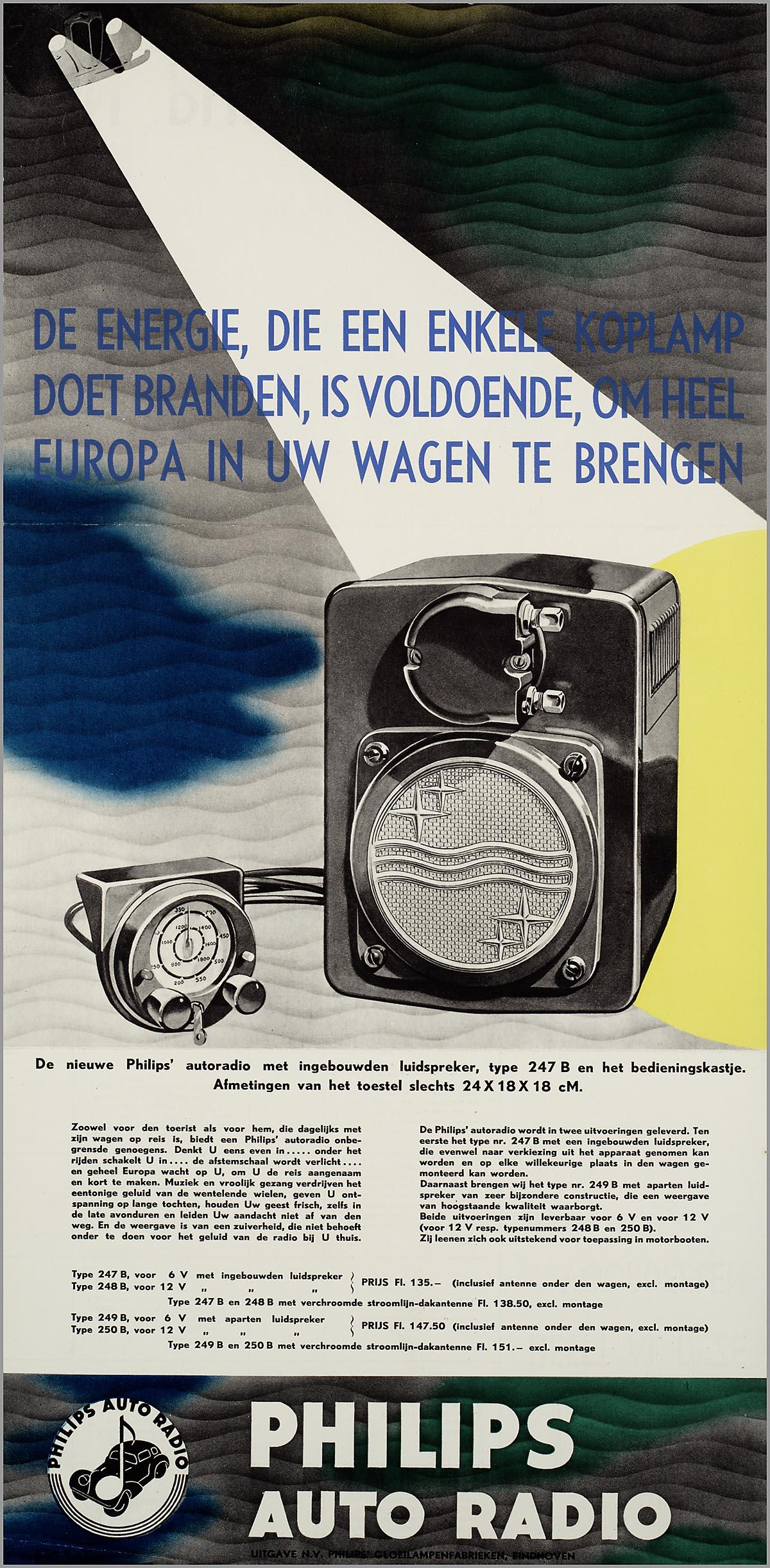
Werbung für Philips-Autoradio (1937)

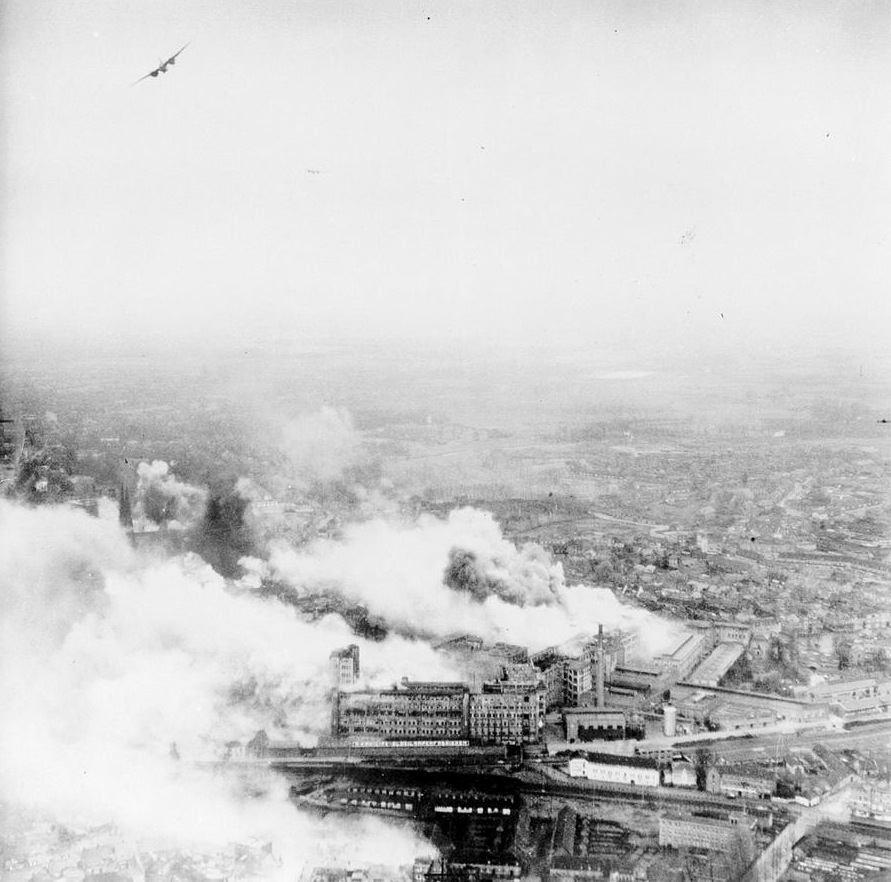
Bombenangriff auf Philips Eindhoven, 6. Dezember 1942

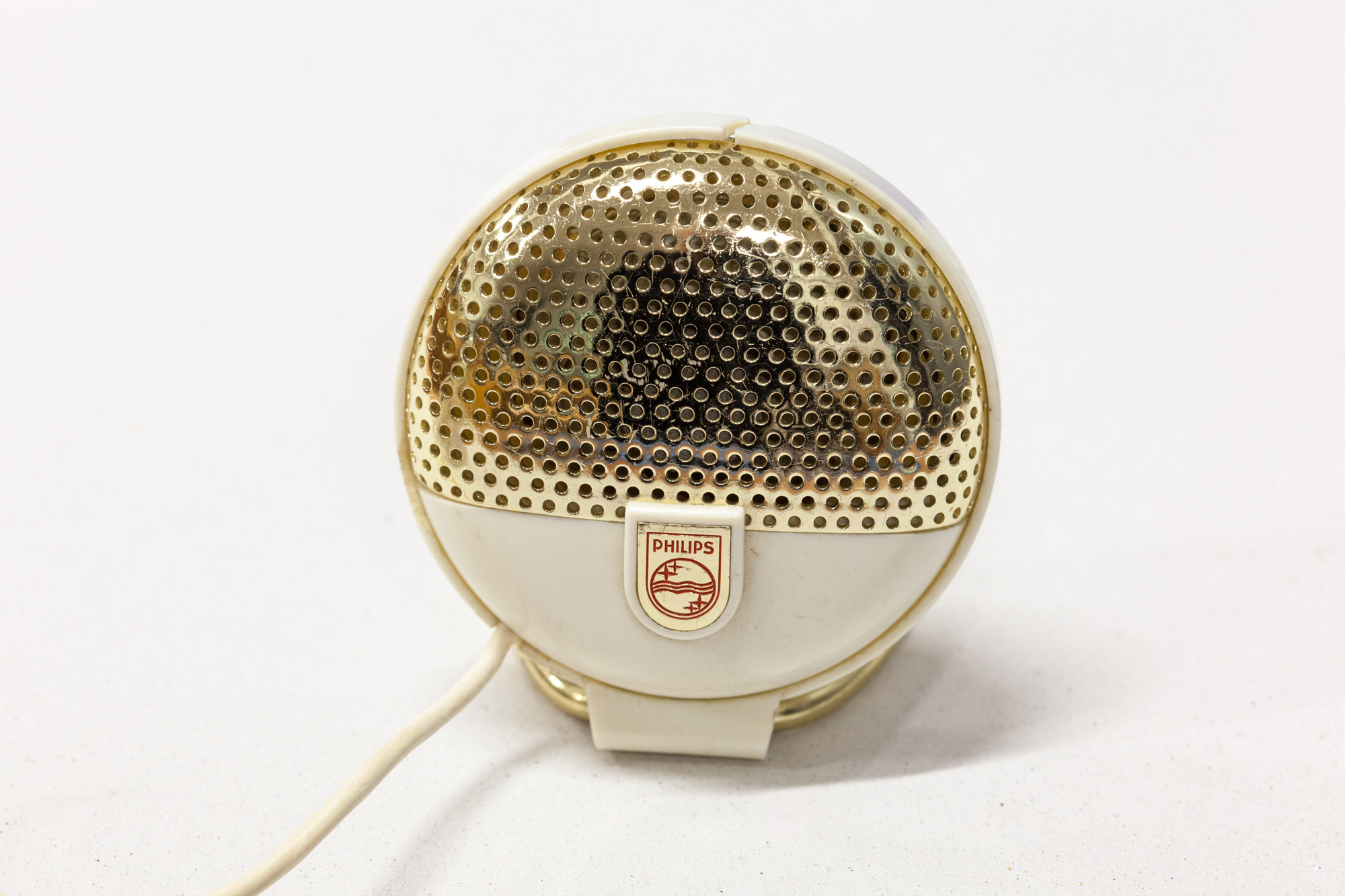
Philips-Mikrofon für Tonbandaufnahmen (1955)

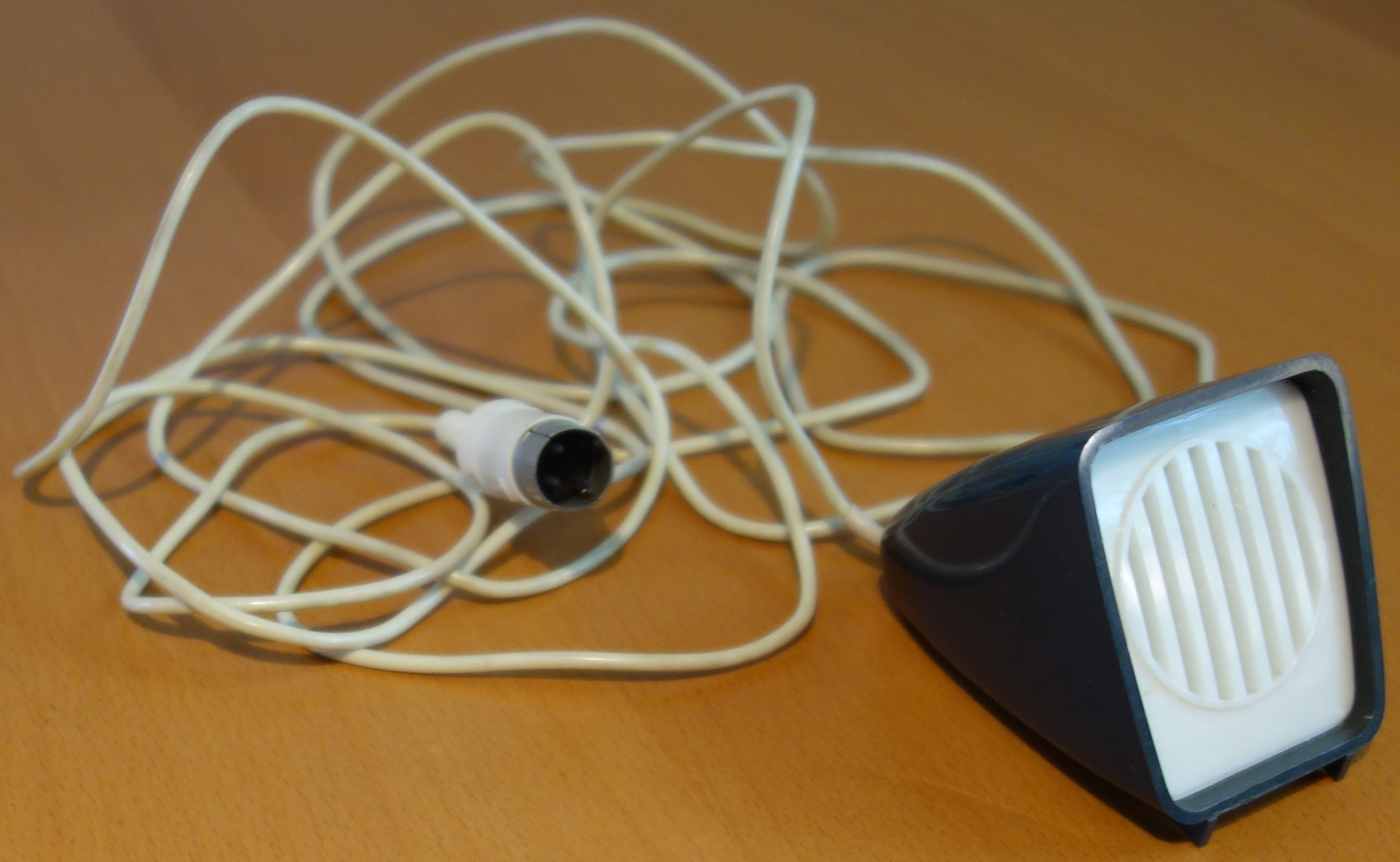
Tonbandgerät-Mikrofon der Firma Philips mit dreipoligem Diodenstecker (1960er Jahre)

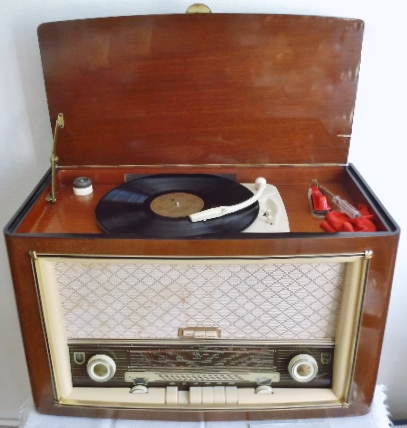
Philips-Radio Jupiter Phono-Super 465 mit Plattenspieler Typ HD 465 A (1957)

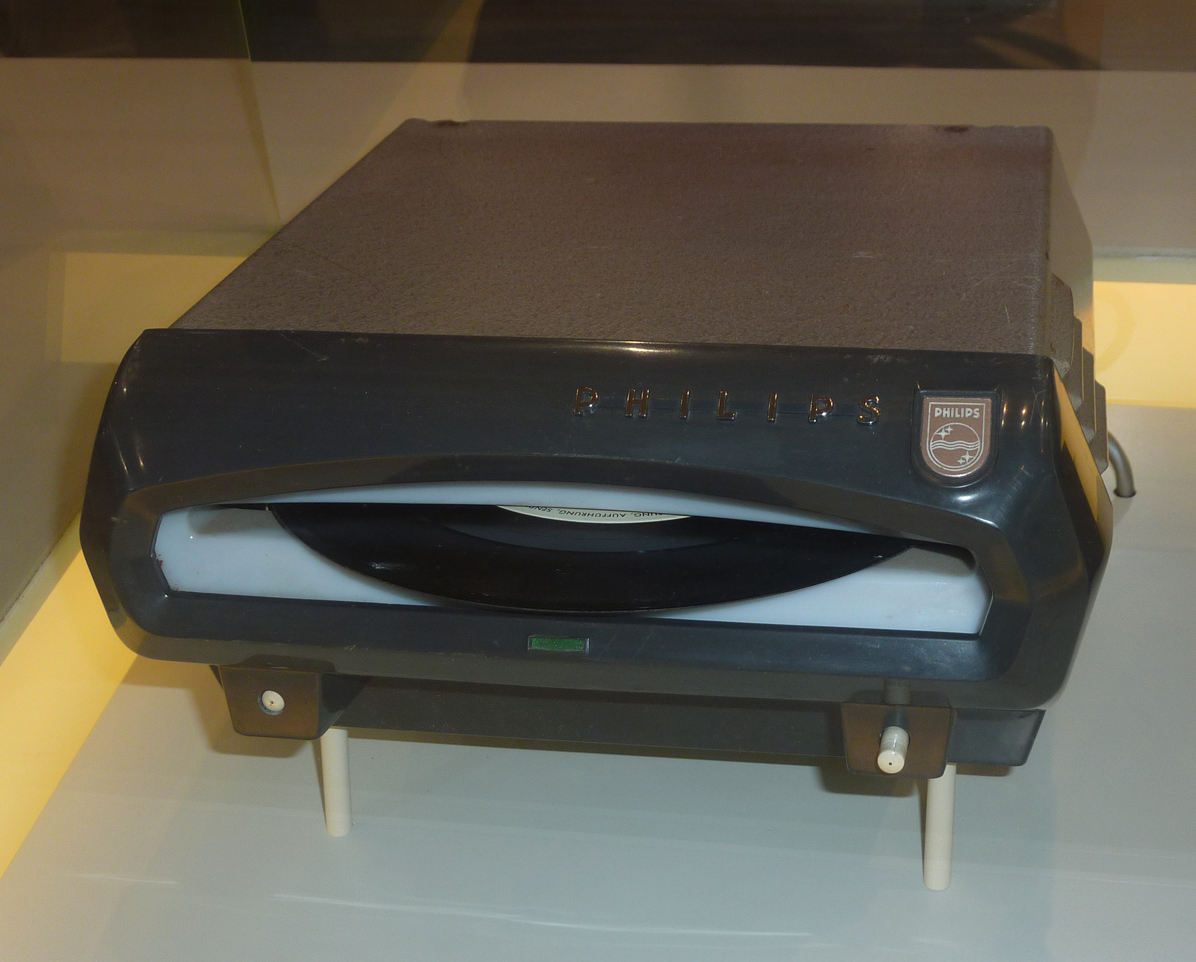
Auto-Plattenspieler Auto-Mignon von Philips, um 1960, im Volksmund auch „Plattensäge“ genannt

Nach den erfolgreichen 1920er Jahren hatte auch Philips mit den Folgen der Weltwirtschaftskrise zu kämpfen und musste sein Vertriebsnetz umstrukturieren. 1934 eröffnete Philips eine Rundfunkgerätefabrik in Aachen. Aus dem Werk stammten zum Beispiel die Rundfunkgeräte-Typen Aachen Super und der erste Philips-Trockenrasierer Philishave. Beide Produkte trugen maßgeblich zum Erfolg von Philips in Deutschland bei.
Das Unternehmen stellte 1928 in verschiedenen europäischen Städten seine ersten Fernsehgeräte vor. Zu diesem Zeitpunkt waren 45.000 Menschen bei Philips angestellt. 1939 folgte die Einführung des Rasierers Philishave mit rotierendem Schersystem, dessen Grundprinzip bis heute unverändert in die Philips-Rasierer einfließt.
Die Allgemeine Deutsche Philips Verwaltungs GmbH (Alldephi) wurde gegründet, um die Rechte der niederländischen Muttergesellschaft wahrzunehmen. Doch der Zweite Weltkrieg beendete zunächst den weiteren Aufbau des Unternehmens in Deutschland. Der Geschäftsführer von Philips in Deutschland, Theodor Graf von Westarp, musste bei Kriegsbeginn auf Grund seiner Meinung zur politischen Situation in Deutschland seine Verantwortung abgeben.
Während des Zweiten Weltkrieges standen die niederländischen Werke als sogenanntes „Feindvermögen“ unter deutscher Zwangsverwaltung. Das Philips-Stammwerk in Eindhoven produzierte Bauteile und Geräte für die Wehrmacht und wurde daher während des Krieges von alliierten Flugzeugen mehrfach angegriffen, dabei wurde die Hauptverwaltung durch Bomben zerstört. In Aachen endete mit der Evakuierung der Stadt zunächst die dortige Produktion. Im KZ Herzogenbusch mussten Häftlinge in Zwangsarbeit für Philips produzieren.

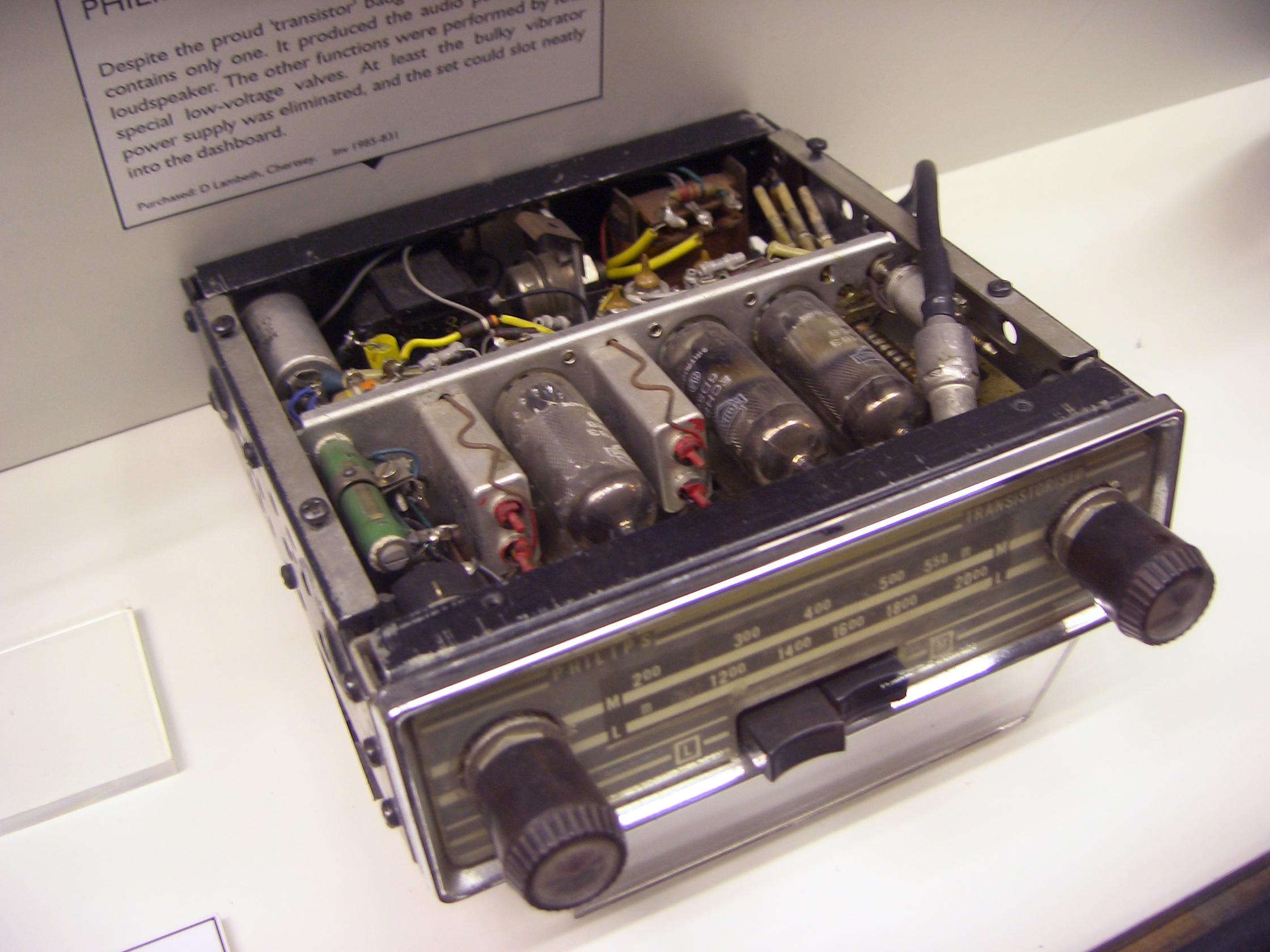
Mittel- und Langwellen-Autoradio mit Elektronenröhren (1950er Jahre)

Nach Kriegsende begann der Wiederaufbau; zusätzlich entstanden weltweit weitere Werke und Niederlassungen. Zunächst übernahm Graf von Westarp, der schon kurz nach Ende des Zweiten Weltkrieges von den Alliierten in seine frühere Funktion wieder eingesetzt wurde, die Leitung der Deutschen Philips GmbH. 1946 wurde die Hauptverwaltung von Berlin nach Hamburg verlegt und in Aachen ein Glühlampenwerk gegründet. Danach entwickelte sich das Unternehmen zu einem vielseitigen Elektronik- und Technologieanbieter mit Aktivitäten in Forschung, Entwicklung, Produktion und Vertrieb. 1947 entstand in Aachen eine Glasfabrik, und in der 1948 gegründeten Apparatefabrik in Berlin startete Philips die Produktion von Rundfunkgeräten, Trockenrasierern, Phono- und Tonbandgeräten sowie Elektrorasierern. Die neu errichtete Apparatefabrik in Wetzlar nahm ebenfalls 1947 ihre Produktion mit dem Rundfunkempfänger D78A auf. Reiseempfänger und Autoradios zählten neben Heimempfängern zu den größten Produktbereichen. Noch bis Ende der 1990er Jahre wurde dort produziert.
1950 trat Philips in den Tonträger-Markt ein, etablierte den Produktbereich Musik und gründete seine erste Tochtergesellschaft für Schallplattenaufnahmen, die Philips Phonographische Industrie. Diese Aktivitäten mündeten in einer 50-prozentigen Beteiligung an der Deutschen Grammophon Gesellschaft (später umbenannt in PolyGram). In der Apparatefabrik in Krefeld nahm Philips 1951 die Produktion von Fernsehern auf. In den folgenden Jahren vergrößerte das Unternehmen seine Präsenz sowohl in Hamburg als auch in Aachen. In Hamburg begann Philips mit der Entwicklung und Fertigung von Halbleitern, in Aachen nahm der Konzern 1954 die Produktion von Bildröhren auf. 1955 wurde das deutsche Philips Forschungszentrum in Aachen gegründet. Schon 1957 weitete Philips seine Forschungsaktivitäten aus und gründete ein Forschungslabor in Hamburg.

### Weltweiter Erfolg: 1960–1990

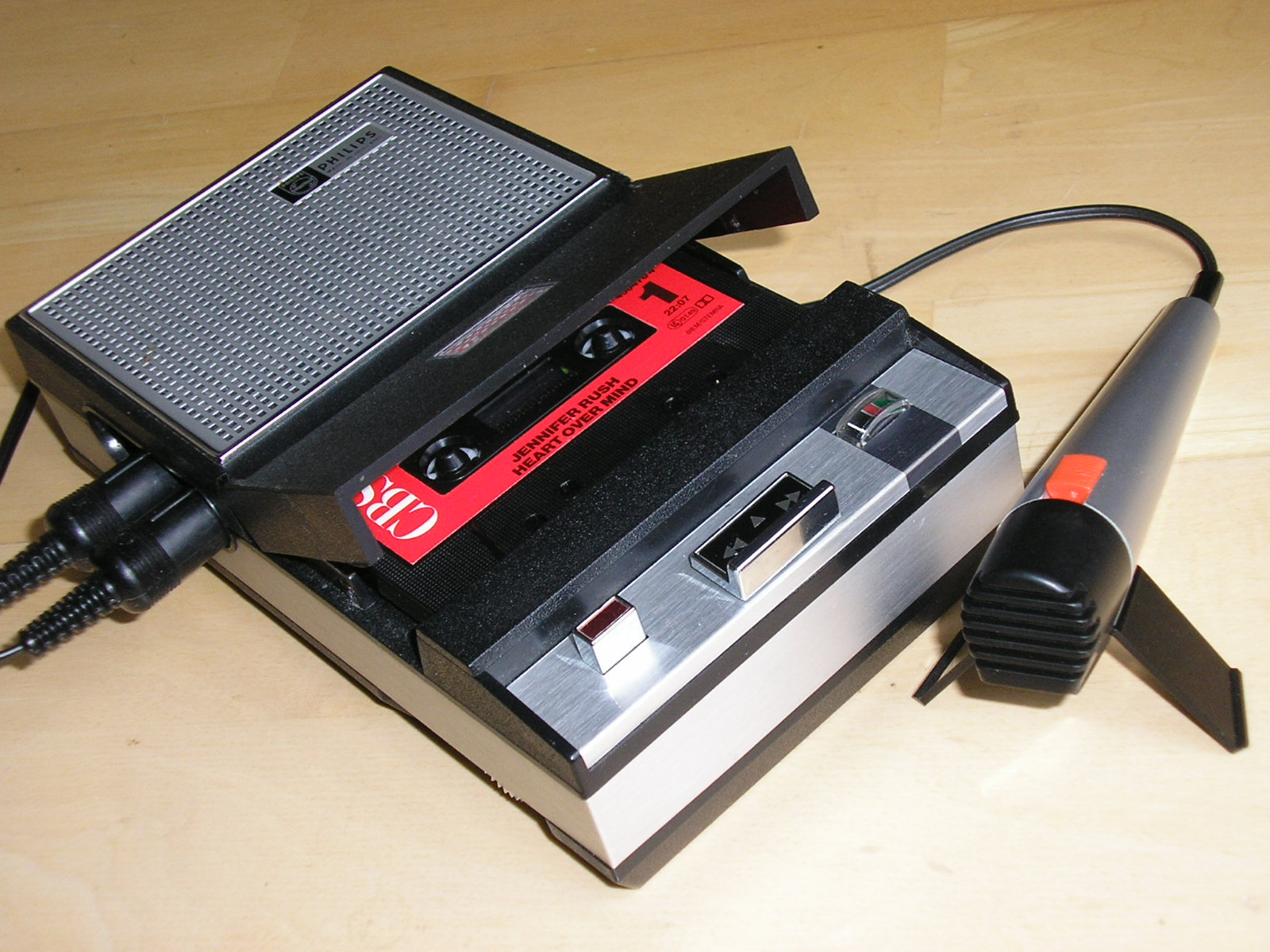
Einer der ersten Kassettenrecorder: Philips EL 3302 (1968)

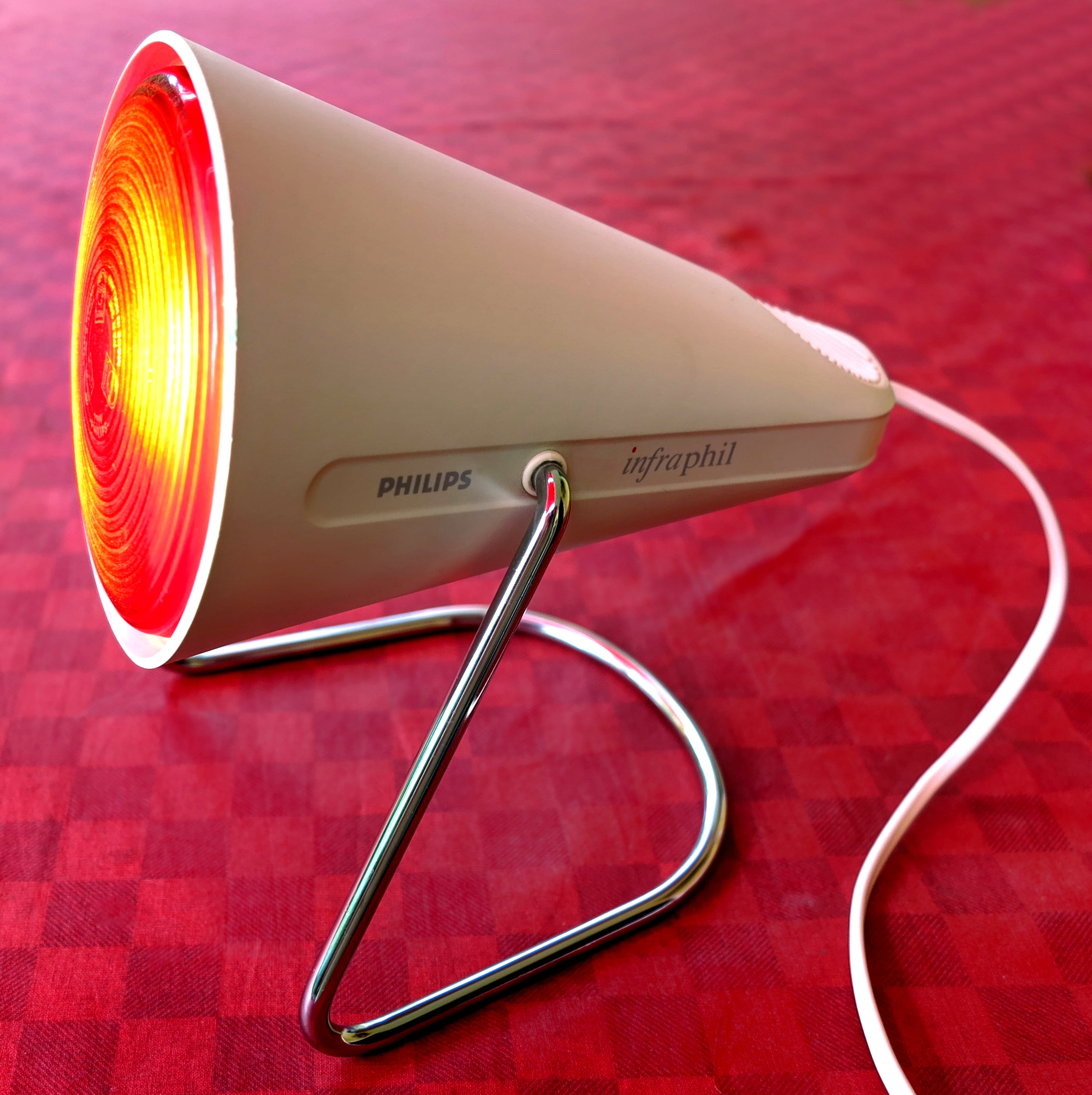
Infrarotlichtlampe
infraphil (ca. 1975)

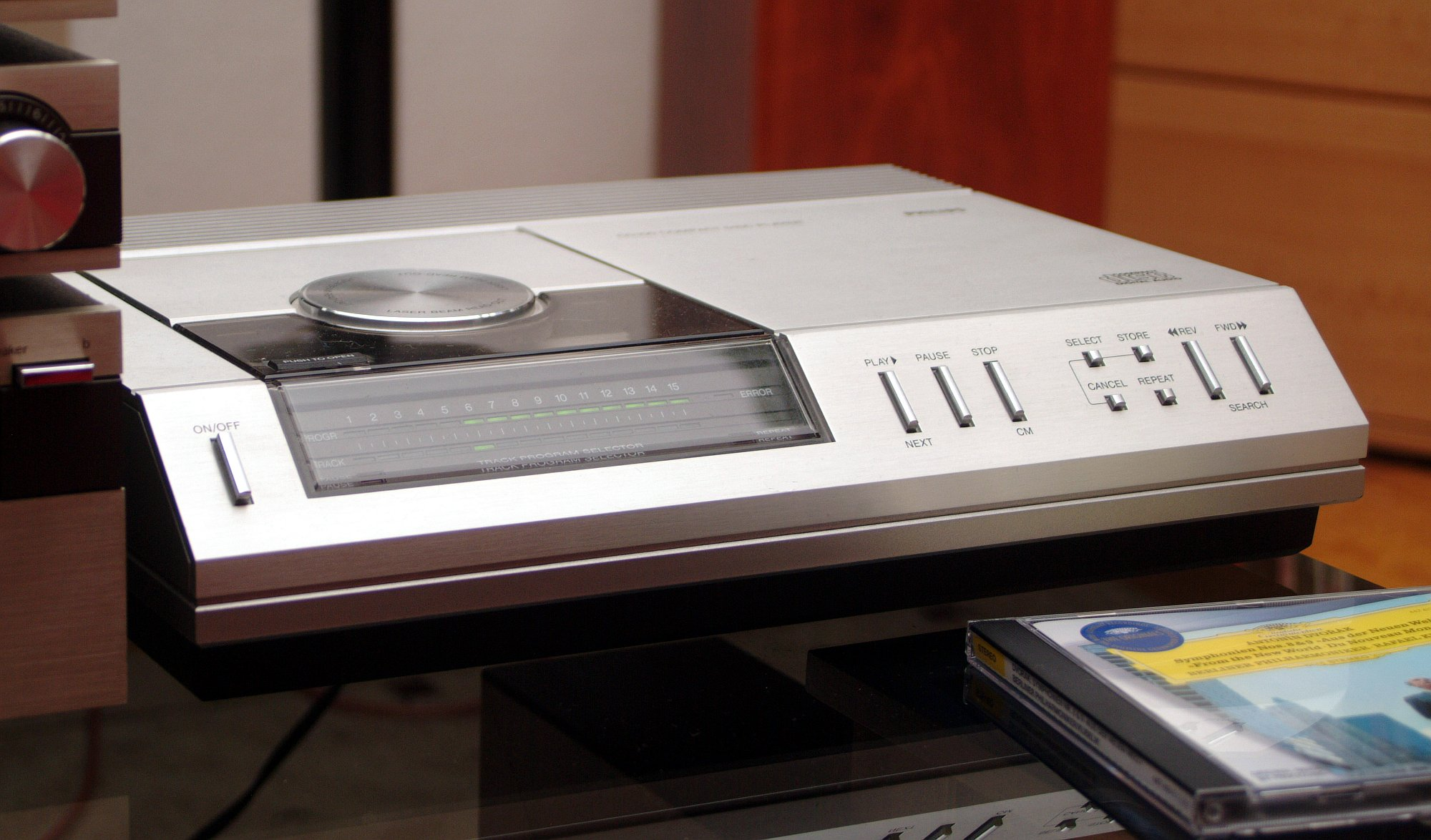
Der erste Philips CD-Player CD-100
(1982)

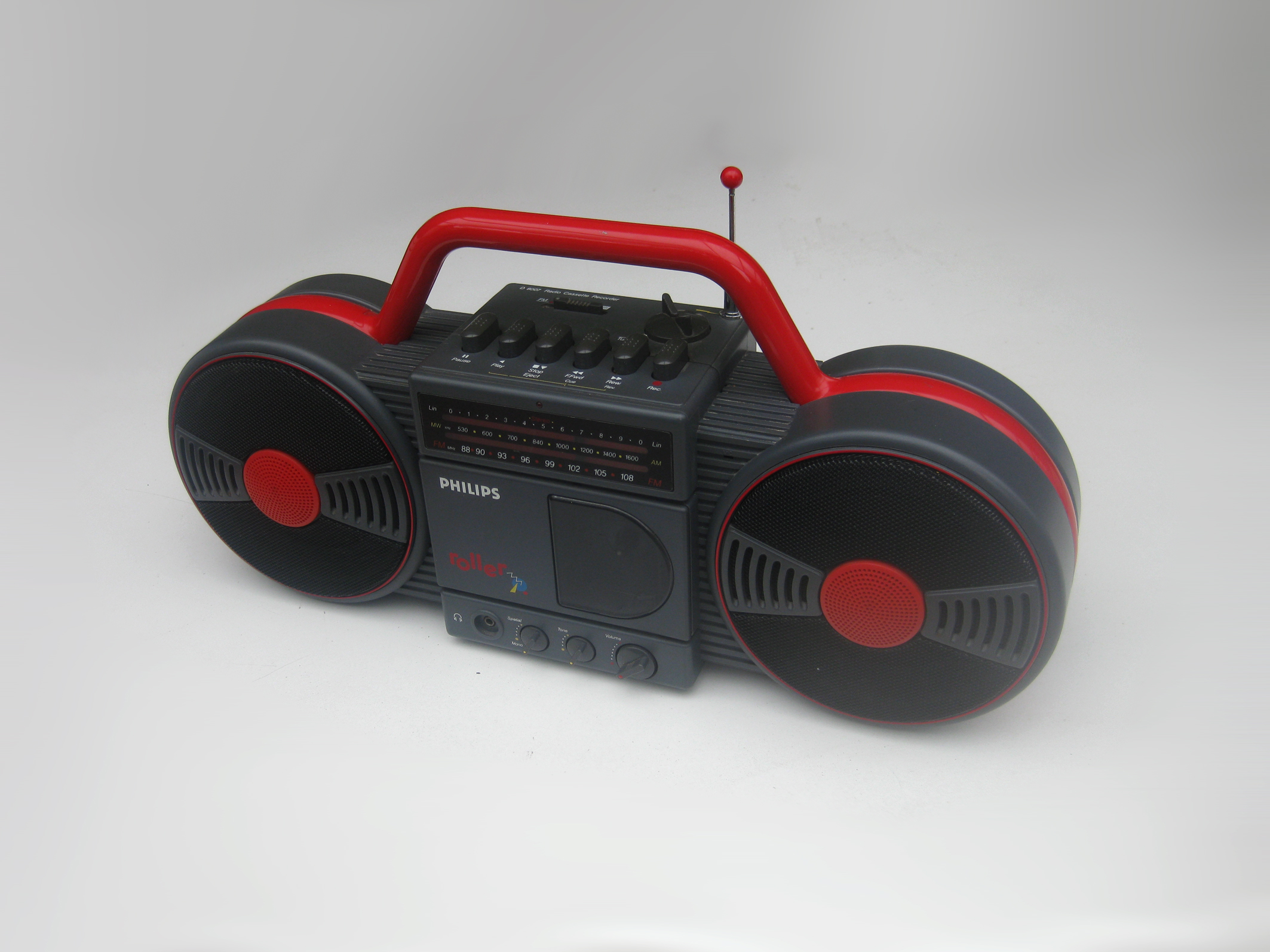
Philips Roller (1986)
Entwurf: Graham Hinde

Auf der 23. Großen Deutschen Funk-Ausstellung in Berlin stellte Philips im August 1963 die Compact Cassette und den zugehörigen Kassettenrekorder vor.
1967 wurde das von Walter Bruch entwickelte Farbfernsehen nach dem PAL-System in Deutschland eingeführt. Im gleichen Jahr begann das Philips-Tochterunternehmen Valvo im Werk Aachen mit der Serienproduktion von Farbbildröhren. Im Aachener Philips-Forschungslabor wurde die UKW-Ferritantenne entwickelt.
Im Bereich Licht brachte Philips Anfang der 1980er Jahre als erstes Unternehmen kompakte, energiesparende Leuchtstofflampen heraus: die SL*-Lampe (1980) und im Jahr darauf die PL*-Lampe.
Im Jahr 1982 entstand die Philips Kommunikations Industrie AG (PKI), in der die Bereiche Büro- und Telekommunikation zusammengefasst wurden. 1982 kam die Compact Disc, eine Gemeinschaftsentwicklung von Philips und Sony, in Europa und Japan in den Handel. Innerhalb von 25 Jahren wurden weltweit mehr als 200 Milliarden CDs produziert. Im Jahr 1984 erzeugte das Forschungslabor in Hamburg Bilder des menschlichen Kopfes mit Hilfe der Kernspin-Tomographie, einem diagnostischen Verfahren ohne Röntgenstrahlen.
1986 kam der Radio-Kassettenrekorder „Roller“ auf den Markt. Die Betrachtung des Geräts als Modeartikel wurde auch bei Philips intern sehr kritisch gesehen. Das Gerät wurde ein großer Erfolg, über 700.000 Exemplare wurden innerhalb kurzer Zeit zum Preis von 200 DM abgesetzt.

### Umbau und Aufbruch: 1990 bis heute

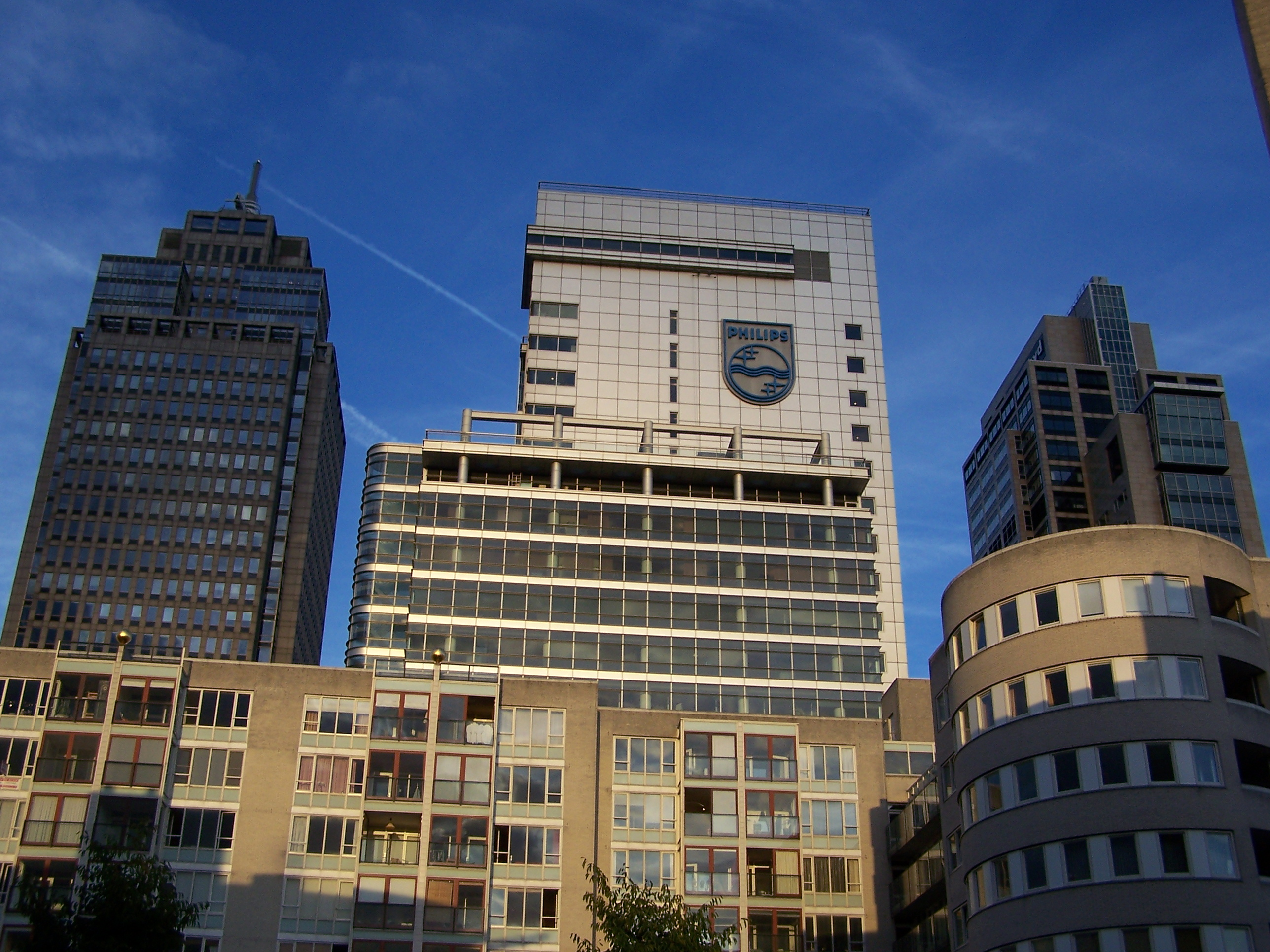
Philips-Zentrale in Amsterdam um 2005

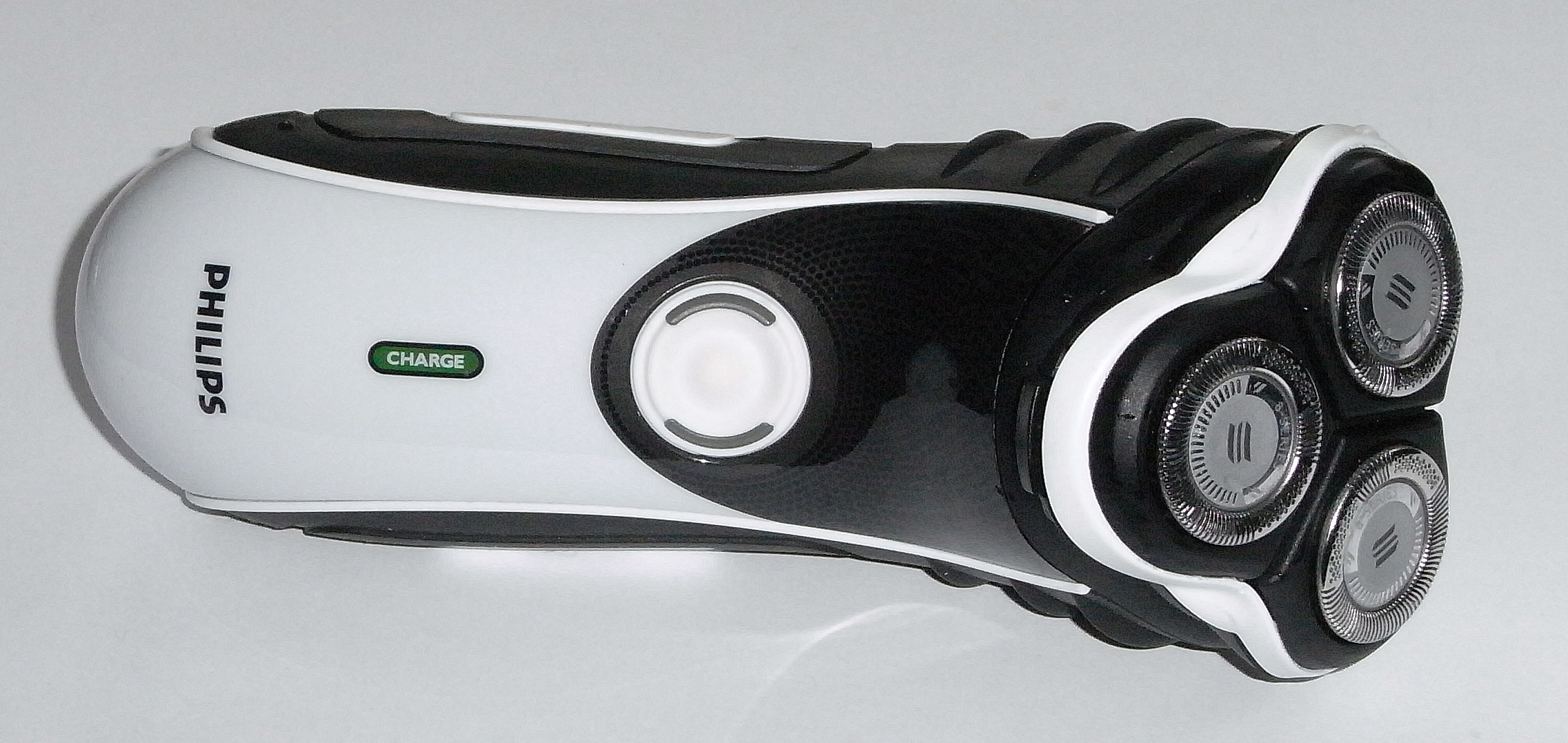
Moderner Philips-Rasierer, um 2010

In den 1990er Jahren kam es zu einer tiefgreifenden Reorganisation des gesamten Unternehmens. Die seit 1912 bestehende Firma N.V. Philips’ Gloeilampenfabrieken wurde 1991 in Philips Electronics N.V. geändert. 1997 wurde der Unternehmenssitz von Eindhoven nach Amsterdam verlegt und die Firma in Koninklijke Philips Electronics N.V. (Royal Philips Electronics N.V.) umbenannt.
Nach der Deutschen Wiedervereinigung investierte Philips in die neuen Bundesländer und übernahm 1991 sowohl die RFT Fernmeldewerk GmbH in Bautzen als auch die Narva Speziallampen GmbH in Plauen, ein weltweit operierendes Unternehmen im Bereich Fahrzeugbeleuchtung.
In der Folgezeit wurden mit Hilfe branchenübergreifender Partnerschaften neue Märkte erschlossen: In Kooperation mit Partnern kam 1997 die erste DVD auf den Markt. Im Jahr 2000 eröffnete Philips in Hamburg eine Hightech-Röntgenröhrenfabrik. 2001 übernahm Philips im Rahmen der Akquisition der Healthcare Solution Group (HSG) von Agilent Technologies auch das Entwicklungs- und Fertigungszentrum für Patientenmonitore in Böblingen.
2002 wurde in Kooperation mit dem niederländischen Kaffee-Produzenten Douwe Egberts die Kaffeemaschine „Senseo“ eingeführt. Beiersdorf (Nivea) lieferte die Emulsion für den Philips Trocken-Nass-Rasierer „Coolskin“. Aachen ist seit 2004 Schwerpunkt für die Forschung an Organischen Leuchtdioden (OLED). Das DMC in Hamburg wurde durch ein neues Kompetenzzentrum für Röntgengeneratoren ergänzt. Gemeinsam mit dem Brauereikonzern InBev wurde 2005 das Heimzapfsystem „PerfectDraft“ auf den Markt gebracht.
Der Konzern konzentrierte sich ab 2006 auf seine Kernkompetenzen in den Bereichen Healthcare, Lifestyle und Technologies; so wurde das Halbleitergeschäft in eine eigenständige Gesellschaft, heute NXP, überführt und 80,1 % der Anteile an ein Finanzinvestoren-Konsortium verkauft. Im Herbst 2006 ergänzte Philips sein Portfolio durch die Übernahme des Laserdioden-Spezialisten ULM Photonics.
Im September 2007 gab Philips seine Strategie „Vision 2010“ bekannt. Ende Dezember 2007 kündigte Philips mit der Übernahme des US-Unternehmens Respironics die größte Akquisition seiner Unternehmensgeschichte an. Dieser maßgebliche Schritt in der Gesundheitsstrategie des Konzerns verschaffte Philips die weltweite Führungsposition bei Gesundheitslösungen für zu Hause im Markt für die Überwachung und Behandlung von Schlafapnoe und bei Beatmungslösungen für zu Hause.
Im Januar 2008 wurde die Geschäftsstruktur in drei Kernsegmente aufgeteilt: Beleuchtung, Gesundheit und Elektrogeräte, das aus den ehemaligen Bereichen Consumer Electronics, Elektrohausgeräte (Small Domestic Appliances) und Speech Processing besteht. Das Unternehmenslogo wurde neu gestaltet.
Ebenfalls im Jahr 2008 wurde die Sparte 'Speech Recognition Systems' an Nuance Communications verkauft. Die zu Consumer Lifestyle gehörende Division Speech Processing blieb beim Unternehmen und hat weiterhin ihren Hauptsitz in Wien. Im Februar 2009 eröffnete Philips das erweiterte Retouren- und Recycling-Center in Hamburg. Durch diese Erweiterung kann der CO2-Ausstoß jährlich um bis zu 1200 Tonnen reduziert werden.
Am 5. Oktober 2009 wurde den Beschäftigten des Aachener Forschungslabors mitgeteilt, dieses müsse wegen struktureller Probleme geschlossen werden. Das Gelände an der Eupener Straße wird heute von der Fachhochschule Aachen genutzt.
Im April 2011 kündigte Philips an, die Fernsehsparte in ein Joint-Venture mit der chinesischen TPV Technology einzubringen, an dem Philips einen Anteil von 30 % und TPV Technology einen Anteil von 70 % halten sollte; ein Jahr später nahm das Joint-Venture unter dem Namen TP Vision den Geschäftsbetrieb auf. Anfang 2014 stieg Philips komplett aus dem Fernsehgeschäft aus und verkaufte seine TP-Vision-Anteile an TPV. TPV erwarb damit das Recht, auch weiterhin TV-Geräte unter dem Namen Philips zu vertreiben.
2012 und 2013 orientierte sich Philips hin zu Kleingeräten wie Mixern, Rasierern, Elektrozahnbürsten und war dabei mit reduzierter Belegschaft auch erfolgreich.
Im Jahr 2013 verzichtete das Unternehmen auf das „Electronics“ im bisherigen Namen und firmiert seitdem unter Koninklijke Philips N.V.
2013 wurde versucht, die verbliebene Unterhaltungselektronik-Sparte für 150 Millionen Euro an den japanischen Konzern Funai Electric zu verkaufen. Dieser Deal scheiterte aufgrund von Vertragsverletzungen seitens Funai. Während Philips den Verkauf der Sparte an andere Interessenten prüfte, wurde dieser Bereich als eigenständige Einheit unter dem Namen Woox Innovations mit Hauptsitz in Hongkong weitergeführt. Im April 2014 wurde Woox Innovations an Gibson Brands verkauft. Nach der Insolvenz von Gibson kündigte TP Vision 2019 an, unter dem Namen Philips wieder Unterhaltungselektronik (also nicht nur TV-Geräte) zu vertreiben.
2015 startete Philips den Verkauf seiner Lichtsparte, der wegen des Widerstands von Aufsichtsbehörden zwischenzeitlich abgesagt wurde. Im Mai 2016 brachte das Unternehmen selbige an die Börse. Ende 2017 wurde der Verkauf abgeschlossen, womit auch Philips Lighting keine Tochter des niederländischen Konzerns mehr war. Im März 2018 verkündete das nun eigenständige Licht-Unternehmen, dass es unter dem Namen Signify firmieren wird.
Im Dezember 2018 wurde die Übernahme der Philips-Photonics-Sparte an die Trumpf-Gruppe angekündigt.
Am 25. März 2021 wurde bekannt, dass Philips seine Hausgerätesparte als Philips Domestic Appliances an die chinesische Investmentfirma Hillhouse Capital verkauft. Im Februar 2023 wurde Philips Domestic Appliances zu Versuni umfirmiert.

## Tochterunternehmen und Unternehmensübernahmen
Über die Jahre kaufte Philips immer wieder Unternehmen auf (unter anderem Magnavox, Marantz, Saeco, Signetics, Mullard, Paradise Systems, GTE Sylvania, VLSI) und trennte sich auch wieder von Akquisitionen oder Unternehmensteilen.
In Deutschland unterhält Philips unter anderem in Aachen (seit 1934) Produktionsstätten, zunächst für Radiogeräte in der Jägerstraße, seit dem Zweiten Weltkrieg in Rothe Erde ein Werk zur Produktion von Leuchtmitteln, in dem heute Niedervolt-Halogenlampen und Kfz-Lampen hergestellt werden. Seit 1963 verfügte dies über eine eigene Glashütte namens Granus. Diese Glashütte wurde aber bald auf die Produktion von Fernsehglas umgestellt. Mit diesem Fernsehglas wurde die auf dem gleichen Gelände errichtete Bildröhrenfabrik beliefert. Die Glas- und Bildröhrenaktivitäten wurden im Jahr 2000 in ein Joint Venture mit dem koreanischen LG-Konzern eingebracht (LG. Philips Displays). Aufgrund des starken Marktrückgangs bei Bildröhrenfernsehern schloss LG. Philips Displays 2004 die Bildröhrenfabrik und meldete im Januar 2006 für die Glasfabrik Konkurs an.
Anfang der 1960er Jahre übernahm die Deutsche Philips-Gruppe die Leuchtenfabrik Körting & Mathiesen GmbH in Limburg an der Lahn und 1969 die Kapitalmehrheit bei der Siemag Feinmechanische Werke GmbH in Eiserfeld/Sieg. Gleichzeitig wurde das Unternehmen in Philips Electrologica GmbH umbenannt. Die Zusammenarbeit der Philips-Gruppe mit dem Eiserfelder Werk hatte 1965 mit der Übernahme einer Kapitalbeteiligung von 40 Prozent begonnen. Gefertigt wurden Magnetkonten-Computer, Abrechnungsmaschinen, elektronische Tischrechner und Diktiergeräte. Später wurden in Eiserfeld für die Philips Kommunikations-Industrie (PKI) Personal Computer, unter anderem das vielbeachtete „Yes“-System, und Nadeldrucker gefertigt. 1992 schloss Philips den Standort Eiserfeld komplett. Die Druckerfertigung wurde unter dem Namen PSi in ein Management-Buy-Out ausgelagert.
Von 1984 bis 1998 gehörte auch die Grundig AG zur Philips-Gruppe. 1979 übernahm Philips bei der Felten & Guilleaume Carlswerk AG in Köln die Mehrheit, firmierte 1982 den größten Teil des Unternehmens unter Philips Kommunikations Industrie AG (PKI) um, brachte die Energietechniksparte als Felten & Guilleaume Energietechnik AG an die Börse und verkaufte 1993 die Glasfasersparte von PKI an Nokia. Die Netzwerksparte von PKI wurde drei Jahre später an AT&T verkauft. 1991 wurde die Narva in Plauen von Philips übernommen.
1999 verkaufte das Unternehmen seine Musiksparte PolyGram, in der die ursprüngliche Philips Phonographische Industrie, die von Siemens übernommene Deutsche Grammophon sowie weitere aufgekaufte Musik-Unternehmen aufgegangen waren, an Seagram, die damit in der Universal Music Group aufging.
1999 gründete Philips Lighting mit Agilent das Joint-Venture Lumileds. Lumileds hat sich schnell zu einem führenden Hersteller von Leuchtdioden für Beleuchtungszwecke entwickelt. Im Oktober 2000 kaufte Philips das in Seattle, Washington, USA, angesiedelte Unternehmen Optiva Corporation Inc. – das heute unter dem Namen Philips Oral Healthcare bekannt ist, das sich auf Innovationen im Bereich der Mund- und Zahnpflege konzentriert. 2005 hat Philips die Agilent-Anteile erworben. 2007 übernahm Philips das US-amerikanische Unternehmen Color Kinetics und das kanadische Unternehmen TIR Systems, beide sind Hersteller von LED-Leuchten.
An den Standorten Hamburg und Böblingen betrieb die Philips Semiconductors GmbH Deutschland Halbleiterwerke. Die gesamte Halbleitersparte des Konzerns wurde im vierten Quartal 2006 verselbstständigt und zu 80,1 % an die US-Finanzinvestoren Kohlberg Kravis Roberts & Co., Silver Lake Partners und AlpInvest verkauft. Die neue Gesellschaft NXP Semiconductors firmierte anfangs mit dem Namenszusatz founded by Philips.

Im Mai 2006 wurde die Übernahme von Cannon AVENT angekündigt, einem englischen Hersteller von Babycare-Produkten, mit seiner Fabrik in der Grafschaft Suffolk. AVENT ist sowohl in Großbritannien als auch in den wichtigsten europäischen Ländern und den Vereinigten Staaten vertreten und exportiert weltweit in über 60 Länder.
Im Juli 2009 gab das Unternehmen den Kauf des italienischen Haushaltsgeräteherstellers Saeco bekannt.
Im Januar 2011 wurde die Übernahme des indischen Küchengeräteherstellers Preethi bekanntgegeben.

## Standorte
Royal Philips ist weltweit in mehr als 100 Ländern vertreten. Dabei ist der deutschsprachige Raum (Deutschland/Österreich/Schweiz, auch abgekürzt als D-A-CH) nach China und den USA der größte und umsatzstärkste Markt. Gut 5130 Mitarbeiter sind hier beschäftigt. Ende 2015 wurde die neue D-A-CH-Firmenzentrale in der Röntgenstraße in Hamburg eingeweiht, die vorher ihren Sitz am Lübeckertordamm hatte. Neben Vertriebs- und Marketingaktivitäten sind in D-A-CH wesentliche Kompetenzen für Forschung, Entwicklung und Fertigung angesiedelt. Vorsitzender der Geschäftsführung war bis 31. Mai 2021 der Niederländer Peter Vullinghs, der nun die neue Europa-Organisation von Philips leitet. Sein Nachfolger ist seit dem 1. Juni 2021 Uwe Heckert als Market Leader DACH und Vorsitzender der Geschäftsführung der Philips GmbH. Heckert studierte Betriebswirtschaft in Berlin und Göttingen sowie an der State University of New York.
2016 gab Philips gemeinsam mit der Freien und Hansestadt Hamburg die Gründung des Health Innovation Port (HIP) bekannt.

## Philips-Produktinnovationen
- 1927: Erstes Philips-Radio mit separaten Lautsprechern auf dem Markt
- 1938: Philips stellt seine ersten Fernsehgeräte vor
- 1939: Einführung des Philishave Elektrorasiergeräts mit Schersystem mit drei rotierenden Klingen
- 1948: Philips Autosuper Elomar- Autoradio kommt auf den Markt
- 1950: Erstes semiprofessionelles Tonbandgerät wird produziert.
- 1951: Philips TD1410U (Starenkasten) – Schwarz-Weiß-Fernseher
- 1955: Produktion des ersten Philips-Staubsaugers
- 1963: Markteinführung der Compact-Cassette, das simple Tonbandaufnahmesystem

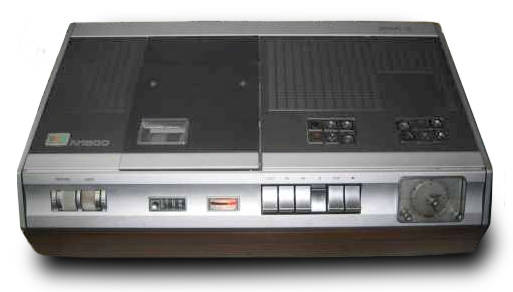
Erster Philips-Videokassettenrekorder N1500
(1973)

- 1964: Philicorda – weltweit erste elektronische Heimorgel
- 1966: Das erste Pocket Memo: LFH 085 ermöglicht standortunabhängige Aufzeichnungen
- 1967: Auslieferung der ersten Farbfernseher in Europa
- 1967: Vorstellung der Minikassette für kleine Diktiergeräte
- 1972: Weltweit erster Videokassettenrekorder für den privaten Gebrauch wird produziert.
- 1980: Erste Energiesparlampe mit Schraubsockel: die SL* Lampe
- 1981: Erste kompakte Leuchtstofflampe: die PL* Lampe mit Stecksockel
- 1982: Einführung (1982 Japan/1983 Rest der Welt) des Compact-Disc-Systems, das Philips gemeinsam mit Sony entwickelt hat
- 1984: Weltweit erste Magnetresonanztomographie-Bilder des menschlichen Kopfes, aufgenommen mit einem 2,0-Tesla-Ganzkörper-Kernspintomographen
- 1992: Markteinführung des Digital Compact Cassetten-Systems (Tonband)
- 1996: Markteinführung des weltweit ersten digitalen mobilen Diktiergeräts
- 1997: Philips bringt in Kooperation mit verschiedenen Partnern das DVD-System auf den Markt.
- 1998: Einführung des ersten Philips-Flat-TV mit Plasmabildschirm
- 2001: erster DVD-Recorder DVDR1000
- 2001: Erstes Kaffeepadsystem „Senseo“ wird in Kooperation mit dem Kaffeeproduzenten Douwe Egberts produziert.
- 2002: HeartStart Home Defibrillator – ein Automatisierter Externer Defibrillator (AED) für den Gebrauch durch medizinische Laien
- 2002: Sonicare – eine Schallzahnbürste mit patentierter Schalltechnologie
- 2004: Ambilight-Technologie für Fernseher, die ein zum Bildinhalt passendes Umgebungslicht an die Wand hinter dem Fernseher wirft
- 2005: Vorstellung des ersten 3D-Fernsehers (WOWvx, ohne Brille) und zugehöriger Hardware/Software-Pakete
- 2007: Mit LivingColors stellt Philips ein LED-Beleuchtungssystem zur dekorativen Wohnraumbeleuchtung vor, welches zur Leuchte des Jahres 2008 gewählt wurde.
- 2008: Als erstes Unternehmen bringt Philips mit der MASTER Classic eine Hochvolt-Halogenlampe für E27-Gewinde und dafür typischen Leistungen auf den Markt.
- 2009: Philips führt als Weltneuheit erstmals Fernsehgeräte im 21:9-Kinoformat unter dem Markennamen „Cinema 21:9“ ein.[44]
- 2012: Erster Kaffeevollautomat mit wechselbarem Kaffeebohnenbehälter „Senseo Sarista“ in Kooperation mit Douwe Egberts produziert. (Nur in den Niederlanden)
- 2012: Philips Hue Personal Wireless Lighting – Steuerung eines Systems von LED-Leuchten via WLAN und App[45]
- 2016: Sonicare Smart Connected – eine Schallzahnbürste, die per Bluetooth mit einem Smartphone verbunden werden kann und das Zahnputzverhalten auswertet.[46]
- 2016: Die App-basierte Ultraschall-Lösung Lumify ermöglicht die mobile Anwendung mit einem Tablet-PC oder Smartphone
- 2017: Azurion – Angiographie-Plattform für bildgeführten Therapiesysteme[47]

## Wissenschaftsförderung
Ab 1968 veranstaltete Philips einen europaweiten Wissenschaftswettbewerb European Philips Contest for Young Scientists and Inventors für Schüler und junge Studenten. 1989 wurde die Organisation des Wettbewerbs von der Europäischen Union übernommen und in European Union Contest for Young Scientists umbenannt.
Seit 2014 schreiben Royal Philips und die Deutsche Interdisziplinäre Vereinigung für Intensiv- und Notfallmedizin e. V. (DIVI) den gemeinsamen Forschungsförderpreis Delir-Management aus. Er richtet sich an Nachwuchswissenschaftler, deren Arbeiten sich mit dem nicht-pharmakologischen therapeutischen Management, der Früherkennung (Screening) oder der Prävention des Delirs befassen.

## Logo

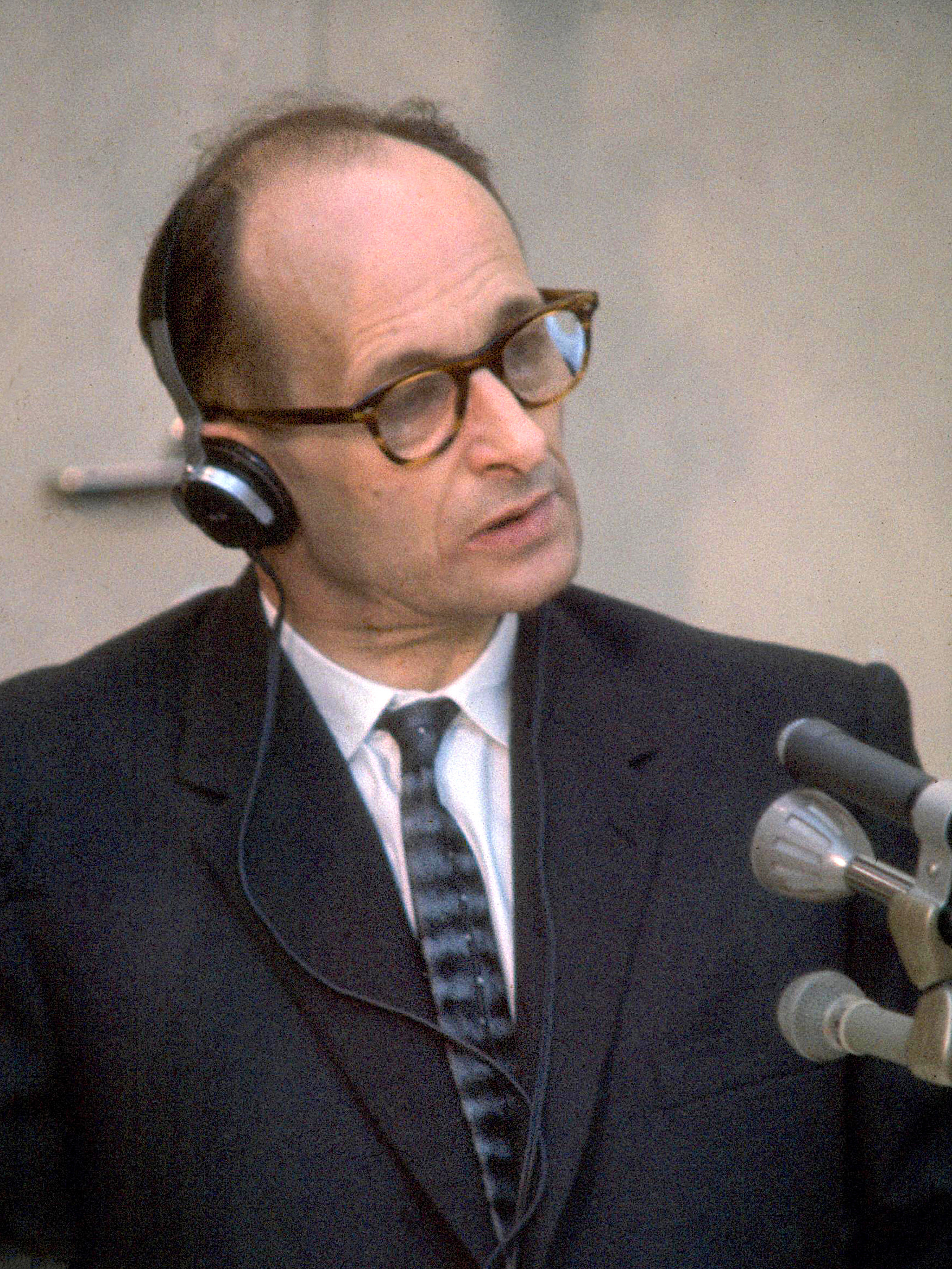
Adolf Eichmann in Jerusalem mit Philips-Kopfhörern ohne Logo

Die erstmals 1930 genutzte Philips-Bildmarke wird als Ergänzung zur Wortmarke aktuell auf Werbematerial und auf Ausdrucken von Philips verwendet. Sie hat ihren Ursprung in den Verpackungsgestaltungen einer Miniwatt-Radioröhre und des Tonaufnahmegeräts Philigraph, die erstmals 1926 mit den typischen Wellen und Sternen versehen wurden. Diese Symbole sollten die Radiowellen und den ätherischen Abendhimmel symbolisieren. 1930 ordnete man die vier Sterne im Logo erstmals kreisförmig um die drei Wellen an.
Auf Bildern des Eichmann-Prozesses 1961 in Jerusalem war der Angeklagte Adolf Eichmann, der darin für die maßgebliche Beteiligung an der Organisation des Holocaust zum Tode verurteilt wurde, mit Kopfhörern der Marke Philips zu sehen. Der niederländische Schriftsteller Harry Mulisch schreibt in seinem Reportagebuch De zaak 40/61 (1962, deutsch: Strafsache 40/6, 1963) über seine Beobachtung des Prozesses, dass Philips den Schriftzug von den Kopfhörermuscheln habe entfernen lassen, um so einen Imageschaden auf dem arabischen Markt zu vermeiden.
Das Philips-Logo hängt auch am Verwaltungsgebäude. Seine Kurzversion, die Wortmarke mit dem Schriftzug „PHILIPS“ in der Schriftart Gill Sans, wurde um 2008 typografisch behutsam überarbeitet.
Im September 2004 integrierte Philips das Markenversprechen „sense and simplicity“ (deutsch: „Sinn und Einfachheit“) in sein Logo und ergänzte den PHILIPS-Schriftzug um die Zeile „sense and simplicity“.
Am 13. November 2013 erfuhr die Marke eine vollständige Neupositionierung. Die bisherige Tagline „Sense and Simplicity“ wurde nach mehrjährigen Konsumententests als zu komplex aufgegeben und durch die neue Brandline „innovation + you“ ersetzt. Das Plus wird in Form der aus dem „Philips-Schild“ bekannten Sterne, die einen Lichtblitz symbolisieren, dargestellt. Die Brandline wird in den meisten Ländern in englischer Sprache platziert. Eine Darstellung in der Landessprache gibt es in Arabisch, Chinesisch, Spanisch, Französisch, Portugiesisch, Türkisch und Russisch.
Zum gleichen Datum wurde auch das Markenschild erneuert. Die bisher filigranen Konturen wurden deutlicher betont, die Wellen von drei auf zwei reduziert, und die Oberkante erhielt eine leichte Wölbung nach außen, die Zukunftsorientierung bei gleichzeitiger Wahrung der Tradition symbolisiert.

Wortmarke „sense and simplicity“ bis 2013
Bildmarke bis 2013
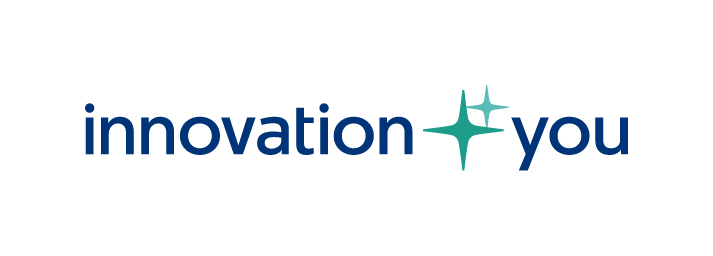
Wortmarke „innovation + you“ seit November 2013
Bildmarke seit November 2013

## Geschäftsführer und Vorstandsvorsitzende
- 1891–1922: Gerard Philips
- 1922–1939: Anton Philips
- 1939–1961: Frans Otten
- 1961–1971: Frits Philips
- 1971–1977: Henk van Riemsdijk
- 1977–1981: Nico Rodenburg
- 1982–1986: Wisse Dekker
- 1986–1990: Cornelis van der Klugt
- 1990–1996: Jan Timmer
- 1996–2001: Cor Boonstra
- 2001–2011: Gerard Kleisterlee
- 2011–2022: Frans van Houten
- seit 2022: Roy Jakobs

## Aktie
Die Aktie ist an der Amsterdamer Börse notiert und im AEX-Index gelistet. 82,5 % der Aktien befinden sich in Streubesitz, der Rest gehört der Exor-Holding der Familie Agnelli.

## Kritik
Im Jahr 2006 bekam Philips den Negativpreis Big Brother Award verliehen für die Implementierung von technischen Vorgängen und Eckdaten im Orange-Book-Standard, um eine eindeutige Seriennummer in gebrannten CDs während des Brennvorganges zu hinterlassen.